# Carsten Struwe
Carsten Struwe (* 31. Mai 1962 in Hagen) ist ein deutscher Automobilrennfahrer, Coach und Unternehmer.

## Karriere
Struwe begann seine Karriere im Deutschen Renault 5 Cup, in dem er 1987 und 1988 unterwegs war. 1989 startete er im Renault Elf Europa Cup, in dem er auf Platz 24 landete. 1990 wechselte er in die DTM, in der er im Privatteam Tauber Motorsport einen BMW M3 steuerte. Er konnte keine Punkte erzielen. Auch 1993 im Team Maass in einem privaten M3 und 1994 in einem privaten Alfa Romeo des Engstler-Teams fuhr er in der DTM. Er konnte auch in diesen beiden Saisons keine Punkte erzielen. 2007 war er in der SEAT Leon Langstrecken Challenge am Start, in der er den dritten Platz erzielen konnte. Seit 2015 ist Struwe in der GT4 European Series unterwegs. 2015 wurde er dort Elfter in der Pro Class und Neunter in der Am Class.

## Erste Schritte - 1986 bis 1989
Struwe begann seine Laufbahn im Motorsport mit 24 Jahren ungewöhnlich spät und ist mit 1,94 m nicht nur für heutige Standards bemerkenswert groß. Sein erstes Rennen in der POP-Kart-Meisterschaft bestreitet er auf der Schumacher-Kultstrecke in Kerpen-Manheim. Da das Qualifying aus technischen Gründen ausfiel, wurde die Startreihenfolge gelost, was dazu führte, dass der Rookie in seinem ersten Rennen direkt von Platz 1 startete, wenngleich das Rennen umerfolgreich auf den hinteren Rängen abgeschlossen wurde. Die weitere Saison verlief wechselhaft. Struwe musste sie zudem nach einem schweren Unfall in Dahlemer-Binz frühzeitig beenden.
Trotz des holprigen Starts gelang es Struwe, sich in der folgenden Saison 1987 einen Startplatz im ONS Renault 5 Pokal zu sichern, wo er für das Team Gronemeyer an der Seite von u. a. Armin Bernhard und Bernd Benning startete. Bereits im ersten Jahr konnte er sich dort mehrmals innerhalb der Top 10 platzieren.
Zur Saison 1988 wechselte Struwe innerhalb des Renault 5 Cups zu SCHIRRA Motoring wo er nun regelmäßige Top-10-Ergebnisse erzielen konnte. Aufgrund der Erfolge konnte er sich zudem ab der zweiten Saisonhälfte sporadische Einsätze im Renault Elf Europa Cup erarbeiten, der damals im Rahmen der europäischen Formel 1 Rennen stattfand. Für Fuchs Racing bestritt er im Renault Alpine V6 Turbo Rennen in Spa-Francorchamps, Monza, Estoril und Jerez.
1989 erfolgt dann der wechselt zurück zu Gronemeyer und der Fokus auf den Renault Elf Europa Cup. Aufgrund zahlreicher technischer Defekte, u. a. aufgrund eines schweren Unfalls im Zeittraining in Monaco, reichte es für Struwe in dieser Saison lediglich für den 24. Platz in der Gesamtwertung. Dennoch konnte er sich stellenweise in hart umkämpften Duellen durchsetzen und sein fahrerisches Können unter Beweis stellen.

## DTM, VLN und 24h-Rennen – 1990 bis 2000
Trotz des späten Einstiegs in den Motorsport gelang es Struwe, sich 1990 ein Cockpit in der damals als wohl beste Tourenwagenserie der Welt geltenden DTM zu sichern. Im BMW M3 (E30) des Privatteams Tauber Motorsport bestritt er an der Seite von Franz Dufter und Georg Severich die gesamte Saison. Im stark besetzten Konkurrenzfeld der Deutsche Tourenwagen-Meisterschaft 1990, die der dominante Hans-Joachim Stuck am Ende für sich entschied, konnte er erste Erfahrungen auf Topniveau sammeln. Parallel absolvierte er gemeinsam mit Rainer Henkel und Peter Rubatto einen Gaststart im VIP-Fahrzeug des Porsche Carrera Cup auf dem Hockenheim-Ring.
1991 erfolgte der Wechsel in die VLN, wo er im Opel Kadett 1.3 / Gruppe A für Kissling Motorsport und gemeinsam mit René Gassen sowie „Kalle“ Jacobs antrat. Seine Saison wurde von einem schweren Unfall überschattet, da sich während des Rennens der Schnellverschluss des Lenkrads gelöst hatte. Struwe überstand den Unfall zwar weitestgehend unbeschadet der Wagen benötigte jedoch einen vollkommenen Neuaufbau durch Kissling. Darüber hinaus nahm er im VW Golf / Gruppe für das Team „Rupperath Motorsport“ und an der Seite seiner Teamkollegen Christoph Esser und Günter Lütteke erstmals beim 24h-Rennen auf dem Nürburgring teil.
1992 startete Struwe erneut in der VLN, dieses Mal für das Team „Auto Budde“ an der Seite von Franz Engstler, Altfrid Heger und Robert Walterscheid-Müller. Ein schwerer Unfall von Engstler inkl. Totalschaden des BMW M3 (E30) folgte der Wechsel auf den damals neuen BMW 325i (E36) und damit auch von der Gruppe A in die Gruppe N. Noch während der Saison wechselte Struwe jedoch erneut, diesmal zu Team MASTOP und zurück auf den BMW M3 (E30), wo er erneut gemeinsam mit Franz Dufter sowie mit Ingo Jelinowski fuhr. Struwe konnte in diesem Jahr seine bis dato besten Ergebnisse einfahren, erreichte vordere Platzierungen im Gesamtklassement und Platzierungen unter den ersten Drei in der Klasse. Zudem startete er bei einem einmaligen Gaststart für Auto Budde in Zandvoort in der DTC in einem BMW 325i (E34) / Gruppe N an der Seite von Udo Schneider. Darüber hinaus startete Struwe erneut beim 24h-Rennen auf dem Nürburgring. In der Gruppe N ging er im erprobten BMW M3 (E30) in der Gruppe N gemeinsam mit Michael Hess und Volkmar Polaski in das Rennen, das im Nachhinein als eines der kuriosesten in die Geschichte einging.
1993 durfte sich Struwe erneut in der DTM beweisen und pilotierte für das Team „Auto Maas“ erneut den BMW M3 (E30). An der Seite von Teambesitzer und -kollege Kurt König sowie Marc Gindorf konnte Struwe aus beruflichen Gründen jedoch nicht jedes Saisonrennen bestreiten. Mitte der 90er Jahre waren viele Rennfahrer noch hauptberuflich tätig, so auch Struwe, der als Verkäufer in einem Autohaus arbeitete. Dennoch konnte er in der Deutschen Tourenwagen-Meisterschaft 1993 in insgesamt 16 Einsätzen solide Einzelergebnisse erzielen. Deutlich erfolgreicher verlief hingegen die erneute Teilnahme am 24h-Rennen auf dem Nürburgring. Gemeinsam mit Kurt König, Rainer Dippelhofer und Walter Weitzel konnte bereits im Qualifying ein Ausrufezeichen gesetzt werden, als das Team Gesamt-Zweiter wurde und somit aus der ersten Startreihe ins Rennen ging, welches insgesamt auf dem 11. Rang im Gesamtklassement beendet wurde.
1994 startete Struwe in der Deutsche Tourenwagen-Meisterschaft 1994 erstmals im Alfa Romeo 155 V6. Gemeinsam mit Teambesitzer und Kollege Franz Engstler erlebten beide Fahrer jedoch eine Horror-Saison, inklusive zahlreicher technischer Defekte und Motorschäden. Diese führten dazu, dass bei dem durch Sponsorengelder finanzierten Privatteam bereits nach wenigen Rennwochenenden Schluss war. Struwes technische Pechsträhne setzt sich auch 1995 fort, als er im hochgehandelten Volvo 850 des Teams HEICO Motorsport mit Fred Rosterg und Karl-Heinz Wlazikin in der Gruppe A beim 24h-Rennen am Nürburgring als Startfahrer bereits nach wenigen Runden durch einen technischen Defekt (Differentialschaden) ausfällt.
1996 startet Struwe nach zwei „Seuchenjahren“ erneut in der VLN. Für das Team Destrée Motorsport startet er erstmals im Porsche Carrera RSR 3.8 und meldet sich fulminant zurück. An der Seite der Teamkollegen Wolfgang Destrée und Kersten Jodexnis erreicht er mehrfach Platzierungen unter den ersten Drei der Klasse.
1997 startet Struwe in der Ferrari Challenge und erlebt dort einen Moment, der ihn in die Geschichtsbücher des deutschen Motorsports katapultiert. In der Profi-Klasse („Trofeo-Pirelli“) steuert er den Ferrari F 355 des Teams „Auto Becker“ im ersten Rennen, das in er neueröffneten Motorsport Arena Oschersleben ausgetragen wird, auf Platz 1 und wird somit zum ersten Sieger dieser Strecke. Auch im Verlauf der weiteren Saison fährt Struwe regelmäßige Platzierungen unter den ersten Drei ein. Damalige Teamkollegen waren Norbert Graf, Karl Pojer und Bruno Staub.
Ende der 90er Jahre nehmen die Kosten für den Motorsport stetig zu, sodass Struwe – mittlerweile 37 – sich 1998 und 1999 auf seine berufliche Karriere fokussiert. Dennoch gelingt es ihm 1999 an der Seite von unter anderem Jochen Übler noch einmal beim 24h-Rennen auf dem Nürburgring zu starten.

## Ferrari Challenge und Langstrecke - 2000 bis Heute
Auch in den folgenden Jahren startet Struwe regelmäßig in der Ferrari Challenge sowie in der VLN. Dabei erreicht Struwe mit immerhin 38 Jahren im Jahr 2000 den zweiten Platz im Gesamtklassement der Ferrari-Challenge, punktgleich mit dem ersten Daniel Künzli. Kurios: Struwe wird im Lauf der Saison gleich zwei Mal von Klaus Rader durch Kollision aus dem Rennen genommen, fällt so insgesamt für drei Rennläufe aus und muss sich Künzli deshalb nur aufgrund der geringeren Anzahl an Siegen geschlagen geben.
Darüber hinaus nimmt er weiterhin an verschiedenen Rennserien teil und erzielt unter anderem in der SEAT Leon Langstrecken Challenge den 3. Rang.
Bereits seit 1994 ist Struwe zudem als selbstständiger Berater, Coach und Trainer tätig.

## Erfolge
- 1986: Deutsche POP-Kart-Meisterschaft
- 1987: Renault 5 Cup Deutschland
- 1988: Renault 5 Cup Deutschland
- 1988: Renault Elf Europa Cup
- 1989: Renault Elf Europa Cup (Platz 24)
- 1990: Deutsche Tourenwagen-Meisterschaft
- 1991: Veedol-Langstreckenpokal Nürburgring
- 1991: 24h-Rennen Nürburgring
- 1992: Veedol-Langstreckenpokal Nürburgring
- 1992: 24h-Rennen Nürburgring
- 1993: Deutsche Tourenwagen-Meisterschaft
- 1993: 24h-Rennen Nürburgring
- 1994: Deutsche Tourenwagen-Meisterschaft
- 1995: 24h-Rennen Nürburgring
- 1996: Veedol-Langstreckenpokal Nürburgring
- 1997: Ferrari Challenge Europa-Meisterschaft
- 1999: 24h-Rennen Nürburgring
- 2000: Ferrari-Challenge Europa-Meisterschaft
- 2001: Ferrari-Challenge Europa-Meisterschaft
- 2002: Ferrari-Challenge Europa-Meisterschaft
- 2006: VLN Langstreckenmeisterschaft Nürburgring
- 2007: SEAT Leon Langstrecken Challenge (Platz 3)
- 2007: VLN Langstreckenmeisterschaft Nürburgring
- 2008: VLN Langstreckenmeisterschaft Nürburgring
- 2009: VLN Langstreckenmeisterschaft Nürburgring
- 2010: VLN Langstreckenmeisterschaft Nürburgring
- 2011: VLN Langstreckenmeisterschaft Nürburgring
- 2013: VLN Langstreckenmeisterschaft Nürburgring
- 2014: VLN Langstreckenmeisterschaft Nürburgring
- 2015: GT4 European Series - Pro Class (Platz 11)
- 2015: GT4 European Series - Am Class (Platz 9)
- 2016: Competition102 GT4 European Series - Pro Class
- 2017: GT4 European Series